# Miguel Ocampo
Miguel Ocampo Leloir (Buenos Aires, 29 de novembre de 1922 ― La Cumbre, 24 de novembre de 2015) va ser un pintor, arquitecte i diplomàtic argentí.
Llicenciat la Facultat d'Arquitectura el 1947, va estudiar pintura amb Vicente Puig, a través del qual va conèixer Sarah Grilo i Ignacio Pirovano. Era cosí segon de les escriptores Victoria Ocampo i Silvina Ocampo. El 1948 viatja a Europa on coneix a Georges Braque i André Lhote. El 1950 va realitzar la seva primera mostra individual a París.
Va ingressar al cos diplomàtic el 1956 i va estar destinat com assessor cultural a Roma (1956-59), París (1961-66) i Nova York (1969-79). Després de travessar diversos períodes, la seva obra s'apropa al paisatgisme abstracte argentí com a temàtica principal.
Exposa internacionalment en col·leccions privades i públiques. El 1982 va rebre el Premi Konex - Diploma al Mèrit com un dels millors pintors figuratius de la història de l'Argentina. L'any següent és escollit membre de l'Acadèmia Nacional de Belles Arts.
El 1978, se'n va anar a viure a La Cumbre (Argentina), on des de 2008 hi ha una sala amb una exposició permanent de tota la seva obra.
Té obra exposada al Museu d'Art Modern de Nova York, el Museu d'Art Modern de Rio de Janeiro, el Museu d'Art Modern de Badia o el Museu Nacional de Belles arts de Buenos Aires, entre d'altres. El 2012 realitza un retrospectiva amb motiu dels seus 90 anys.
Es va casar amb l'escriptora Elvira Orphée amb qui va tenir les seves tres filles: Laura, Paula i Flaminia. Posteriorment va casar-se amb Susana Withrington.